# 華秀 (黑猩猩)
華秀（Washoe，1965年－2007年10月31日），又译瓦苏、娃索，是世界上最早會使用手語的黑猩猩（她學美國手語），她的出現證明了人類以外的動物似乎也會使用人類的語言，但是依然有爭議，像赫伯特·泰瑞斯就根據他自己的研究聲稱猩猩的手語是在人類的暗示之下才比出來的。現在她居住於中央華盛頓大學的黑猩猩和人類溝通中心（簡稱CHCI），這個研究所由中央華盛頓大學的心理學教授羅傑·傅茨主持。
除了華秀以外，另外還有其他類似的計畫，像可可、寧姆和坎茲等。

## 外部連結
- 華秀之友 （页面存档备份，存于）（英文）